# Nausinoo
Nausinoo (in greco antico: Ναυσίνοος?) è una figura della mitologia greca, figlio di Ulisse e della ninfa Calipso. Compare nella odissea di Omero. Nausinoo è il nome con cui nel odissea  viene chiamato Ausonio, padre di Liparo, che dà il nome al mar Ionio, e alla penisola. Ausonio rappresenta l'arrivo dei siculi delle culture terramaricole padane fino a Lipari, che portano l'innovazione del rito funebre a incinerazione in urna attorno al 1270 quando inizia il periodo detto ausonio primo a Lipari. La fase ausonio secondo è quella dei morgeti siculi dalla Calabria, alla Sicilia orientale fino ai monti Erei (la città di Morgantina), attorno al 1200-1170 aC, e in parte anche in alcune zone della Sicilia occidentale. La ninfa Calypso viene rappresentata dalla città ausonia di Cales in Campania meridionale, che indica una possibile provenienza degli ausoni che giungono in Sicilia nel bronzo recente, e nel bronzo finale, rispettivamente a Lipari e Punta Zambrone in Calabria ausonio primo la facies subappenninica del XIII secolo a.C., e la sua evoluzione nel bronzo finale la facies protovillanoviana della cultura che porta in Sicilia il rito funebre a incinerazione in urna, le popolazioni di lingua Latino falisca degli ausoni e degli opici che si spingono in sud Italia dalla costa tirrenica nel bronzo recente

## Genealogia
Figlio di Odisseo e della ninfa Calipso o di Circe.
Non sono noti nomi di spose o progenie.

## Mitologia
Un giorno Ulisse, scampato al vortice di Cariddi, approdò sull'isola e Calipso se ne innamorò. L'Odissea racconta come ella lo amò e lo tenne con sé, secondo Omero, per sette anni (secondo lo Pseudo-Apollodoro cinque e secondo Igino solo uno). Da questa unione nacquero due fratelli Nausitoo e, appunto, Nausinoo.

### Fonti
- Omero, Odissea;
- Esiodo, Teogonia;
- Pseudo-Apollodoro, Biblioteca.

### Moderne
- Angela Cerinotti, Miti dell'antica Grecia e di Roma Antica, Verona, Demetra, 1998, ISBN 978-88-440-0721-8.